# 源勤
源 勤（みなもと の つとむ）は、平安時代初期から前期にかけての公卿。嵯峨天皇の皇子（嵯峨第十三源氏）。官位は従三位・参議。西七条宰相と号した。

## 経歴
仁明朝末の承和14年（847年）无位から従四位上に直叙され、山城守に任ぜられる。
仁寿4年（854年）右近衛中将に遷ると、天安2年（858年）右兵衛督と文徳朝半ば以降は武官を歴任する。後に左大臣にまで昇った2歳上の同母兄・源融が嘉祥3年（850年）29歳で従三位に昇進し公卿に列したのに比べて、勤の昇進は遅れ、貞観2年（860年）に13年ぶりに昇進し正四位下に叙せられる、貞観12年（870年）参議に任ぜられ47歳にしてようやく公卿となった。
議政官として右兵衛督・右衛門督と引き続き武官を務め、近江守・播磨権守と地方官も兼ねた。この間の貞観17年（875年）に兄・融に遅れること25年にして従三位に昇叙されている。
陽成朝の元慶5年（881年）5月16日薨去。享年58。最終官位は参議従三位行右衛門督兼播磨権守。

## 官歴
注記のないものは『六国史』による。
- 承和14年（847年） 正月7日：従四位上（直叙）。正月12日：山城守[1]
- 嘉祥4年（851年） 正月11日：阿波守。4月1日：出居侍従
- 仁寿4年（854年） 9月23日：右近衛中将、阿波守如故
- 斉衡2年（855年） 正月15日：兼伊予守
- 斉衡4年（857年） 正月：右兵衛督[1]
- 天安2年（858年） 7月5日：宮内卿。9月14日：右兵衛督
- 天安3年（859年） 正月13日：兼相模守
- 貞観2年（860年） 11月16日：正四位下
- 貞観8年（866年） 正月13日：兼備中権守
- 貞観12年（870年） 正月13日：参議、右兵衛督如元
- 貞観14年（872年） 2月13日：兼近江守[1]。8月29日：兼右衛門督[1]
- 貞観17年（875年） 正月7日：従三位
- 元慶2年（878年） 正月11日：播磨権守
- 元慶5年（881年） 5月16日：薨去（参議従三位行右衛門督兼播磨権守）

## 系譜
『尊卑分脈』による。
- 父：嵯峨天皇
- 母：大原全子 - 大原真室の娘
- 妻：不詳
- 生母不明の子女
  - 男子：源温
  - 男子：源激
  - 男子：源浣
  - 男子：源凝